# سیجینا (اورگن)
سیجینا (به انگلیسی: Saginaw) یک منطقهٔ مسکونی در ایالات متحده آمریکا است که در شهرستان لین، اورگن واقع شده‌است.